# Stegana moritha
Stegana moritha är en tvåvingeart som beskrevs av Vasily S. Sidorenko 1997. Stegana moritha ingår i släktet Stegana och familjen daggflugor.
Artens utbredningsområde är Myanmar. Inga underarter finns listade i Catalogue of Life.